# Snowboarden op de Olympische Jeugdwinterspelen 2012 - Halfpipe vrouwen
De halfpipe voor de vrouwen bij het snowboarden op de Olympische Jeugdwinterspelen 2012 vond plaats op 14 en 15 januari 2012. De Japanse Hikaru Ohe won het goud.
17 snowboarders uit 14 landen namen deel.

## Uitslag

### Kwalificatie
De beste drie gingen rechtstreeks door naar de finale (QF), de nummers vier tot en met negen gingen door naar de halve finale (QS).
| #  | Startnr. | Naam                      | Land | 1e run | 2e run | Beste | Q/- |
| -- | -------- | ------------------------- | ---- | ------ | ------ | ----- | --- |
| 1  | 6        | Arielle Gold              | USA  | 88,50  | 27,00  | 88,50 | QF  |
| 2  | 1        | Hikaru Ohe                | JPN  | 82,00  | 78,00  | 82,00 | QF  |
| 3  | 2        | Lucile Lefevre            | FRA  | 70,75  | 75,75  | 75,75 | QF  |
| 4  | 8        | Alexandra Fitch           | AUS  | 61,25  | 67,00  | 67,00 | QS  |
| 5  | 16       | Quincy Korte-King         | CAN  | 57,00  | 59,00  | 59,00 | QS  |
| 6  | 11       | Maria Delfina Maiocco     | ITA  | 28,50  | 58,25  | 58,25 | QS  |
| 7  | 17       | Audrey McManiman          | CAN  | 51,50  | 37,00  | 51,50 | QS  |
| 8  | 12       | Indigo Monk               | USA  | 45,00  | 46,75  | 46,75 | QS  |
| 9  | 14       | Diana Augustinova         | CZE  | 41,00  | 43,25  | 43,25 | QS  |
| 10 | 7        | Celia Petrig              | SUI  | 31,50  | 41,75  | 41,75 |     |
| 11 | 4        | Sara Eguibar              | ESP  | 35,50  | 31,25  | 35,50 |     |
| 12 | 10       | Emma Kanko                | FIN  | 16,00  | 26,00  | 26,00 |     |
| 13 | 13       | Hanna Ehtonen             | FIN  | 18,75  | 21,75  | 21,75 |     |
| 14 | 15       | Maeva Estevez             | AND  | 15,00  | 11,75  | 15,00 |     |
| 15 | 3        | Johanna Elisabeth Sternat | AUT  | 10,25  | DNS    | 10,25 |     |
| 16 | 5        | Paulina Berislavic        | CRO  | 8,75   | 5,75   | 8,75  |     |
| 99 | 9        | Ekaterina Prusakova       | RUS  | DNS    | DNS    | DNS   |     |

### Halve finale
De beste zes gaan door naar de finale (QF).
| # | Startnr. | Naam                  | Land | 1e run | 2e run | Beste | Q/- |
| - | -------- | --------------------- | ---- | ------ | ------ | ----- | --- |
| 1 | 8        | Alexandra Fitch       | AUS  | 82,00  | 87,50  | 87,50 | QF  |
| 2 | 11       | Maria Delfina Maiocco | ITA  | 74,25  | 83,75  | 83,75 | QF  |
| 3 | 16       | Quincy Korte-King     | CAN  | 48,25  | 71,75  | 71,75 | QF  |
| 4 | 17       | Audrey McManiman      | CAN  | 64,25  | 34,00  | 64,25 |     |
| 5 | 12       | Indigo Monk           | USA  | 59,25  | 54,50  | 59,25 |     |
| 6 | 14       | Diana Augustinova     | CZE  | 47,75  | 43,75  | 47,75 |     |

### Finale
| #      | Startnr. | Naam                  | Land | 1e run | 2e run | Beste |
| ------ | -------- | --------------------- | ---- | ------ | ------ | ----- |
| Goud   | 1        | Hikaru Ohe            | JPN  | 95,75  | 96,25  | 96,25 |
| Zilver | 6        | Arielle Gold          | USA  | 90,00  | 86,50  | 90,00 |
| Brons  | 2        | Lucile Lefevre        | FRA  | 82,25  | 29,75  | 82,25 |
| 4      | 8        | Alexandra Fitch       | AUS  | 75,25  | 60,75  | 75,25 |
| 5      | 16       | Quincy Korte-King     | CAN  | 61,25  | 69,75  | 69,75 |
| 6      | 11       | Maria Delfina Maiocco | ITA  | 69,00  | 44,25  | 69,00 |